# Motobécane 350
Die Motobécane 350 war ein Motorrad des ehemaligen französischen Herstellers Motobécane, das von 1973 bis 1976 in 779 Exemplaren gebaut wurde.

## Geschichte und Technik
1972 präsentierte Motobécane ein Dreizylinder-Zweitaktmotorrad mit 350 cm³ Hubraum. Der damals einzige französische Motorradhersteller war seit 1970 nur mit einem Modell mit 125 cm³ Hubraum auf dem Markt vertreten. Das werksintern D 353 bezeichnete Motorrad (in Frankreich auch unter der Marke „Motoconfort“ angeboten) war mit klassischem Doppelschleifenrohrrahmen und 18-Zoll-Reifen (vorn und hinten), einer Teleskopgabel mit 110 mm Federweg und Zweiarmschwinge konventionell konstruiert. Der kolbenkantengesteuerte Zweitaktmotor mit Getrenntschmierung wurde mit drei 24-mm-Gurtner-Vergasern, kontaktloser Thyristor-Zündanlage und vier Auspufftöpfen zu einem Preis von 3990 DM auch in Deutschland ausgeliefert.
1973 wurde ein Modell vorgestellt, das mit einer elektronischen Benzineinspritzung von Bosch besonders sparsam sein sollte. Man versprach sich eine Verbrauchsreduzierung von 50 % bei Teillast und 30 % bei Volllast gegenüber herkömmlichen Vergasermodellen. Eine Pumpe förderte den Kraftstoff konstant mit 2 bar zu den Einspritzventilen. Durch eine zentrale Steuerscheibe mit Photozelle wurden Zeitpunkt und Einspritzdauer bestimmt. Das Ergebnis war die Reduzierung des spezifischen Kraftstoffverbrauchs von 340 g/kWh auf 240 g/kWh und der unverbrannten Kohlenwasserstoffe von 11,2 g/km auf 1,93 g/km.
Die Motobécane 350 wurde bis zum Produktionsende wahlweise mit Vergaser oder Einspritzung zum Kauf angeboten. Obwohl nur vier Modelle mit Benzineinspritzung produziert wurden, gilt Motobécane heute als Pionier dieser Technik.
1974 wurde auf dem Pariser Salon noch ein 500-cm³-Modell mit Zweitaktmotor vorgestellt, um den japanischen Motorradherstellern – u. a. Kawasaki und Suzuki – Paroli zu bieten. Dieses Modell sollte, ebenfalls mit einer elektronischen Benzineinspritzung versehen, ebenfalls sehr sparsam sein. In die Serienproduktion gelangte das Modell durch die Ölpreiskrise jedoch nicht. Auch der Markt für die Motobécane 350 brach dadurch zusammen; so wurden 1974 noch 190 Motorräder, 1975 gerade mal 13 und 1976 nur vier Motorräder verkauft.